# 山下裕史
山下 裕史（やました ひろし、1986年1月1日 - ）は、日本のラグビー選手。

## プロフィール
- 大阪府四條畷市出身。
- 主なポジションは、右プロップ(PR)。
- 身長 183cm、体重 120kg
- 日本代表キャップは51。（2018年11月現在）
- ニックネームはヤンブー[1][2]。

## 来歴
都島工業高校入学後にラグビーを始め、その後京都産業大学に進んだ。同チーム在籍時代には、2006年度シーズンの第43回大学選手権でベスト4を経験。
2008年、神戸製鋼コベルコスティーラーズ(現・コベルコ神戸スティーラーズ)に加入した。
その後、U23日本代表、関西代表を経て、日本代表に選出され、2009年のアジア5カ国対抗におけるカザフスタン戦が初のキャップ獲得試合となった。
2012年11月10日、日本代表の欧州でのテストマッチ初勝利となった対ルーマニア戦でもスタメンに名を連ねた。
2015年、ラグビーワールドカップ2015の日本代表に選出された。
2016年、チーフスに加入。2019年はサンウルブズに加入した。
2024年5月4日、ジャパンラグビーリーグワン2023-24シーズンにおいて、DIVISION1の最終第16節、コベルコ神戸スティーラーズのPRリザーブで 三重ホンダヒート戦に出場。トップリーグ（143試合）とリーグワン（35試合）の通算試合出場数が、歴代最多記録の178となった。他の公式戦（日本選手権18試合、トップリーグプレーオフ14試合、トップリーグカップ2試合）を加えると、すでに2023年4月23日に200試合出場となっていた。

## 受賞歴
- ジャパンラグビートップリーグ2014-2015 ベストフィフティーン（PR3）[8]
- ジャパンラグビートップリーグ2018-2019 ベストフィフティーン（PR3）[9]